# Marcus Williams (calciatore)
Marcus Vincent Williams (Doncaster, 8 aprile 1986) è un ex calciatore inglese, di ruolo difensore.

## Caratteristiche tecniche
Era un terzino sinistro.

## Carriera
Dopo aver giocato nelle giovanili dello Scunthorpe Utd esordisce in prima squadra nel 2003, all'età di 17 anni, giocando una partita nella quarta divisione inglese, categoria dalla quale gli Irons vengono promossi al termine della stagione 2004-2005, nella quale Williams gioca invece 4 partite di campionato. Tra il 2005 ed il 2007 gioca poi complessivamente 64 partite in terza divisione, contribuendo anche alla vittoria della Football League One 2006-2007 (con conseguente promozione in seconda divisione); nella stagione 2007-2008 gioca poi 34 partite in seconda divisione, a cui aggiunge 26 partite in terza divisione nella stagione 2008-2009 e 37 partite nuovamente in seconda divisione nella stagione 2009-2010, al termine della quale viene ceduto al Reading, con cui nella stagione 2010-2011 gioca 3 partite in seconda divisione per poi passare in prestito al Peterborough Utd, con cui gioca 3 partite in terza divisione, e nuovamente allo Scunthorpe United, con cui gioca 5 partite in seconda divisione. Dal 2011 al 2014 gioca in terza divisione allo Sheffield Utd, per poi far ritorno una terza volta allo Scunthorpe United, con cui conclude la stagione 2013-2014 conquistando una promozione in terza divisione, categoria in cui poi milita nella stagione successiva; gioca poi nella prima divisione indiana con i Kerala Blasters per poi tornare in Inghilterra, dove gioca per un biennio a livello semiprofessionistico con il Guiseley, in sesta divisione, categoria in cui nella parte finale della stagione 2017-2018 gioca anche in prestito allo York City, per poi all'età di 32 anni ritirarsi.

## Palmarès

### Club

#### Competizioni nazionali
- Football League One: 1

Scunthorpe United: 2006-2007